# Colocolo
Der Colocolo (Leopardus colocolo, Syn.: Oncifelis colocolo) ist eine Katzenart, die im mittleren Chile von Meeresspiegelhöhe bis in Höhen von 1800 Metern vorkommt. Das westlich der Anden liegende Verbreitungsgebiet beginnt im Norden südlich der Atacama-Wüste und endet im Süden an der nördlichen Grenze des Valdivianischen Regenwalds, wo der Lebensraum der Chilenischen Waldkatze (Leopardus guigna) beginnt.

## Merkmale
Der Colocolo hat eine graue Grundfarbe und zeigt an den Körperseiten ein von schrägen zimtfarbenen Linien gebildetes Muster. Die Mittellinie des Rückens ist dunkelgrau mit einigen verstreut liegenden zimtfarbenen Haaren. Auch Kopf und Nacken sind grau mit einigen eingesprenkelten zimtfarbenen Haaren. Die zwei Kehlstreifen sind dunkelbraun. Die Rückseiten der Ohren sind zimtfarben mit einer schwärzlichen Spitze und schwärzlichen Rändern. Die grauen Vorder- und Hinterbeine sind mit unregelmäßigen dunkel rotbraunen Ringen gemustert. Der Schwanz ist grau und mit dunkelgrauen Ringen gemustert. Der Schädel ist durch einen gut ausgebildeten Scheitelkamm geprägt, der sich über die gesamte Länge der Knochennaht des paarigen Scheitelbeins erstreckt.

## Verbreitung und Lebensweise
Der Lebensraum des Colocolo ist der Matorral, halbtrockenes Strauchland mit lichten Wäldern und mediterranem bis steppenartigem Klima. Die Katze ist vorwiegend nachtaktiv, wurde jedoch auch schon tagsüber beobachtet. Sie ernährt sich von Nagetieren, (z. B. von Meerschweinchen und Chinchillas) und von bodenlebenden Vögeln (z. B. von Steißhühnern). Das Weibchen wirft ein bis drei Junge pro Wurf.

## Systematik
Der wissenschaftliche Name wurde im Jahr 1782 durch den chilenischen Naturforscher Juan Ignacio Molina eingeführt, der eine Katzenart unter der wissenschaftlichen Bezeichnung Felis colocolo beschrieb. Der Name leitet sich aus der Mythologie der Mapuche her. Als Terra typica wurde Santiago angegeben. In ältesten Werken wird die Katze in Felis eingeordnet, jüngere Werke fassen sie mit der Kleinfleckkatze und der Chilenischen Waldkatze zur Gattung Oncifelis zusammen. Manchmal wurde sie auch in einer eigenen Gattung, Lynchailurus, eingeordnet. Wilson und Reeder (2005) führten schließlich Oncifelis mit Leopardus zur Gattung der Pardelkatzen zusammen. Einige weitere Katzenformen, die zwischen 1816 und 1994 beschrieben wurden, wurden entweder direkt bei der Erstbeschreibung oder später dem Colocolo als Unterarten zugeordnet. Da mit L. c. pajeros auch eine in der argentinischen Pampas vorkommende Form dabei war, wurde im deutschen Sprachraum für Leopardus colocolo der Trivialname Pampaskatze üblich.
Die von der Fachgruppe des internationalen Umweltschutzverbandes IUCN (SSC Cat Specialist Specialist Group) anerkannten Unterarten sind:
- Leopardus colocolo colocolo (Molina, 1782), Zentralchile.
- Leopardus colocolo budini (Pocock, 1941), Bolivien und Nordwesten Argentiniens.
- Leopardus colocolo braccatus (Cope, 1889), Zentralbrasilien und Paraguay.
- Leopardus colocolo garleppi (Matschie, 1912), Peru, Ecuador und Südkolumbien westlich der Anden.
- Leopardus colocolo munoai (Ximénez, 1961), Uruguay.
- Leopardus colocolo pajeros (Desmarest, 1816), Argentinien.
- Leopardus colocolo wolffsohni (García-Perea, 1994), Nordchile.

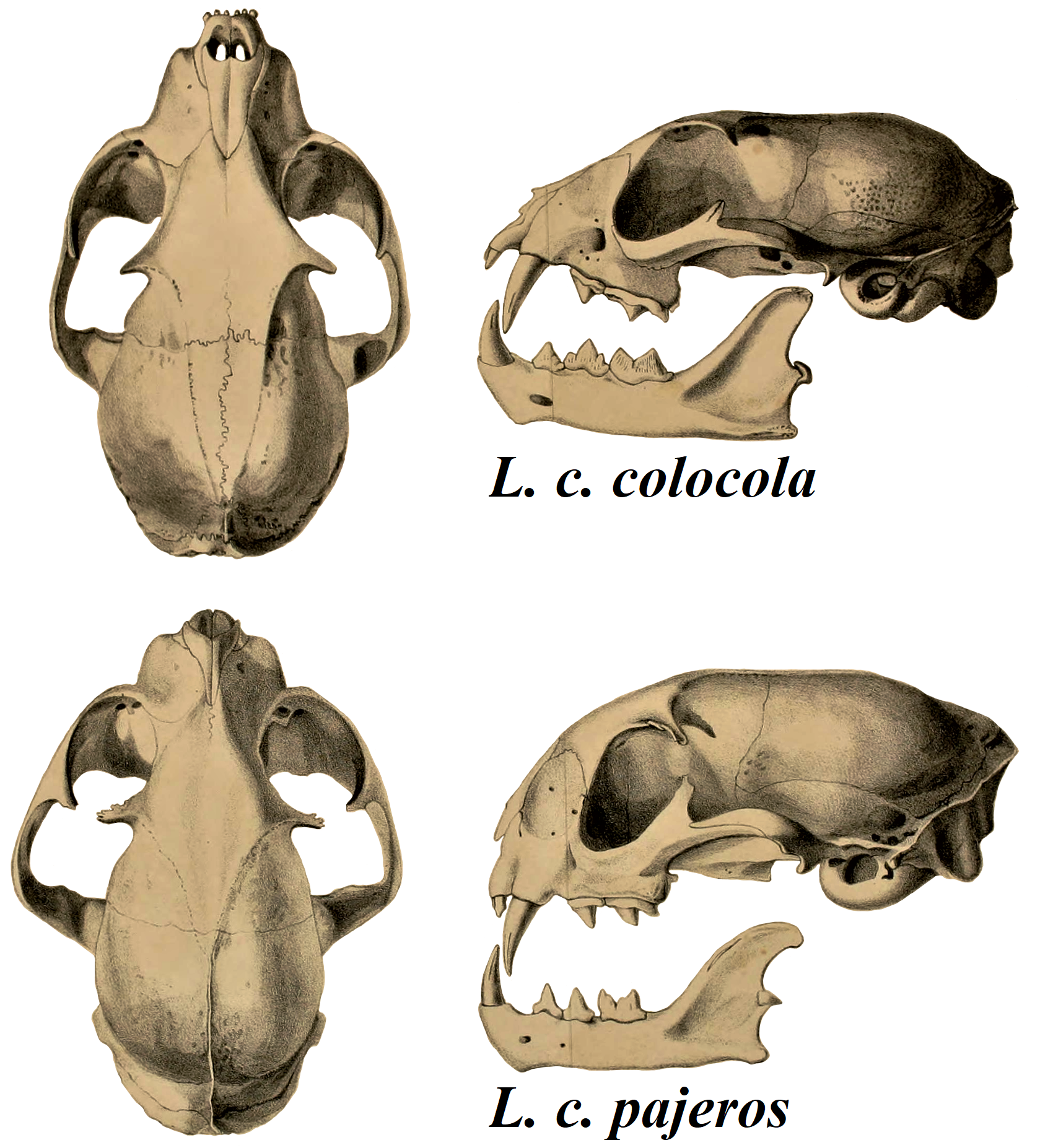
Schädel von L. colocolo und von L. pajeros (unten)

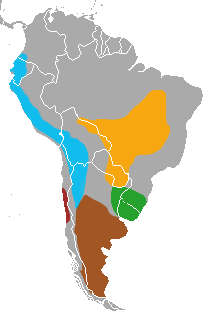
Die Verbreitungsgebiete der 5 Arten der Pampaskatzengruppe
Leopardus colocolo
Leopardus braccatus
Leopardus garleppi
Leopardus munoai
Leopardus pajeros

Eine Gruppe brasilianischer Biologen konnte innerhalb der Pampaskatzengruppe fünf genetische Gruppen identifizieren, die zum größten Teil mit den Unterarten übereinstimmen. In einer im Juni 2020 veröffentlichten Revision der Pampaskatzengruppe wurde Leopardus colocolo in fünf Arten aufgeteilt, die sich in der Schädelmorphologie, der Fellfarbe und in ihrem Genom unterscheiden und auch unterschiedliche Verbreitungsgebiete haben.
- Leopardus colocolo, Zentralchile.
- Leopardus braccatus, Zentralbrasilien und Paraguay.
- Leopardus garleppi, Ecuador, Peru und nordwestliches Argentinien. (Synonyme: L. budini, L. wolffsohni)
- Leopardus munoai, Uruguay.
- Leopardus pajeros, Argentinien.

Das folgende Kladogramm zeigt die Verwandtschaft innerhalb der monophyletischen Pampaskatzengruppe:
|  | \| \| Leopardus colocolo \| \| \| \| \| \| Leopardus pajeros \| \| \| \| |
|  |                                                                          |
|  | Leopardus garleppi                                                       |
|  |                                                                          |
|  | Leopardus colocolo                                                       |
|  |                                                                          |
|  | Leopardus pajeros                                                        |
|  |                                                                          |

|  | Leopardus colocolo |
|  |                    |
|  | Leopardus pajeros  |
|  |                    |

|  | Leopardus braccatus |
|  |                     |
|  | Leopardus munoai    |
|  |                     |

|  | \| \| Leopardus colocolo \| \| \| \| \| \| Leopardus pajeros \| \| \| \| |
|  |                                                                          |
|  | Leopardus garleppi                                                       |
|  |                                                                          |
|  | Leopardus colocolo                                                       |
|  |                                                                          |
|  | Leopardus pajeros                                                        |
|  |                                                                          |

|  | Leopardus colocolo |
|  |                    |
|  | Leopardus pajeros  |
|  |                    |

|  | Leopardus braccatus |
|  |                     |
|  | Leopardus munoai    |
|  |                     |

## Belege
1. 1 2 3 4  Fabio Oliveira do Nascimento, Jilong Cheng und Anderson Feijó (2020). Taxonomic revision of the pampas cat Leopardus colocola complex (Carnivora: Felidae): an integrative approach. Zoological Journal of the Linnean Society, Volume 191, Issue 2, Februar 2021, S. 575–611,, doi:10.1093/zoolinnean/zlaa043
2. ↑  Mel E. Sunquist & Fiona C. Sunquist: Family Felidae (Cats). Seite 146 in Don E. Wilson, Russell A. Mittermeier: Handbook of the Mammals of the World – Volume 1 Carnivores. Lynx Editions, 2009, ISBN 978-84-96553-49-1
3. ↑  Molina GI. (1782): Saggio sulla storia naturale del Chile. Bologna: Stamperia di S. Tommaso d’Aquino.
4. ↑  Michael Palomino: Mythologie der Mapuche: Wesen und Tiere. In: Süd-"Amerika"-Index. Abgerufen am 5. Oktober 2020 (Onlinekompilation).
5. ↑  Rosa García-Perea: The Pampas Cat Group (Genus Lynchailurus Severtzov, 1858) (Carnivora: Felidae), a Systematic and Biogeographic Review. American Museum Novitates 3096, 1994; S. 1–36.
6. ↑  Don E. Wilson & DeeAnn M. Reeder (Hrsg.): Leopardus in Mammal Species of the World. A Taxonomic and Geographic Reference (3rd ed), Johns Hopkins University Press, 2005. ISBN 0-8018-8221-4
7. ↑  Kitchener A. C., Breitenmoser-Würsten Ch., Eizirik E., Gentry A., Werdelin L., Wilting A., Yamaguchi N., Abramov A. V., Christiansen P., Driscoll C., Duckworth J. W., Johnson W., Luo S.-J., Meijaard E., O’Donoghue P., Sanderson J., Seymour K., Bruford M., Groves C., Hoffmann M., Nowell K., Timmons Z. & Tobe S. 2017. A revised taxonomy of the Felidae. The final report of the Cat Classification Task Force of the IUCN/SSC Cat Specialist Group. Cat News Special Issue 11, 80 pp.
8. ↑  Anelisie da Silva Santos, Tatiane Campos Trigo, Tadeu Gomes de Oliveira, Leandro Silveira und Eduardo Eizirik: Phylogeographic analyses of the pampas cat (Leopardus colocola; Carnivora, Felidae) reveal a complex demographic history. Genet Mol Biol. 2018; 41(1 Suppl 1): 273–287, doi: 10.1590/1678-4685-GMB-2017-0079